# 圣艾蒂安迪格雷斯
圣艾蒂安迪格雷斯（法語：Saint-Étienne-du-Grès，法語發音：[sɛ̃t‿etjɛn dy ɡʁɛs]）是法国罗讷河口省的一个市镇，属于阿尔勒区。

## 地理
圣艾蒂安迪格雷斯（43°46'50"N, 4°43'31"E）面积29.04 平方千米，位于法国普罗旺斯-阿尔卑斯-蓝色海岸大区罗讷河口省，该省份为法国东南部沿海省份，北起沃克吕兹省，西接加尔省，南濒地中海，东临瓦尔省。
与圣艾蒂安迪格雷斯接壤的市镇（或旧市镇、城区）包括：丰维埃耶、格拉沃松、马亚讷、马斯布朗-德萨尔皮耶、普罗旺斯地区圣雷米、塔拉斯孔、普罗旺斯地区莱博。
圣艾蒂安迪格雷斯的时区为UTC+01:00、UTC+02:00（夏令时）。

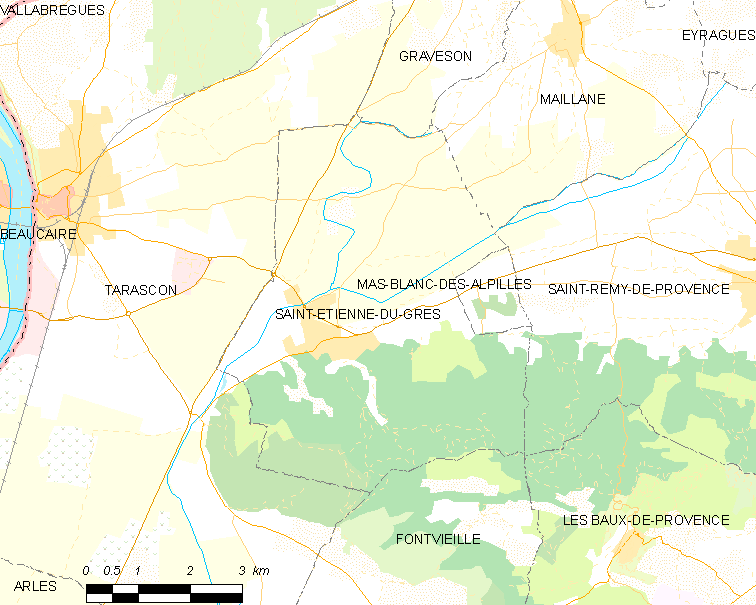
圣艾蒂安迪格雷斯的OSM定位图

## 行政
圣艾蒂安迪格雷斯的邮政编码为13103，INSEE市镇编码为13094。

## 政治
圣艾蒂安迪格雷斯所属的省级选区为普罗旺斯地区萨隆第一县。

## 人口

1962-2008年间圣艾蒂安迪格雷斯人口变化图示

圣艾蒂安迪格雷斯于2022年1月1日时的人口数量为2480人。